# سیلوویکی
سیلوویکی (روسی: силови́к؛ IPA: [sʲɪlɐˈvʲik] ; جمع: siloviki , روسی: силовики́؛ IPA: [sʲɪləvʲɪˈkʲi]، به معنای نیروهای نظامی) در واژه‌شناسی سیاسی روسیه به سیاستمداری گفته می‌شود که از نیروهای امنیتی، نظامی یا همانندشان وارد سیاست شده و به قدرت رسیده باشند. معمولاً شامل افسران کاگ‌ب سابق، اداره اصلی اطلاعات، سرویس امنیت فدرال روسیه، سرویس اطلاعات خارجی، سرویس حفاظت فدرال، سرویس فدرال کنترل مواد مخدر روسیه، یا دیگر نیروهای مسلح می‌شود. در روسیه تعدادی سازمان امنیتی و اجرایی قانون وجود دارد که به آنها "سیلوویکی" (از "sila" - روسی به معنای زور) می‌گویند. خود ولادیمیر پوتین کارش را در یکی از آنها آغاز کرد - کاگ‌ب، که در دوران پس از شوروی به سرویس امنیت فدرال روسیه تبدیل شد. نفوذ "سیلوویکی" از زمان روی کار آمدن پوتین در حال افزایش بوده است. در نوشته‌های انگلیسی اصطلاح مشابه «امنیتی‌سالار» (افسران نظامی، انتظامی و اطلاعاتی) نیز به کار گرفته شده است.

## ریشه‌شناسی
اصطلاح siloviki (سیلوویک) به معنای «افراد نیروهای نظامی» یا «مردان قدرت» (از روسی сила به معنای «زور») ترجمه شده است، از عبارت «سازمان‌های مسلح» (روسی: силовые структуры) که در اوایل دوران بوریس یلتسین (اوایل دهه ۱۹۹۰) به کار گرفته شد تا به نیروهایی انتظامی و نظامی از جمله ارتش، پلیس (وزارت امور داخلی)، سازمان‌های امنیت ملی (سرویس امنیت فدرال روسیه) و برخی نهادهای دیگر اشاره کند.

## شرح
سیلوویکی‌ها این دیدگاه را ترویج می‌کنند که افرادی غیر ایدئولوژیک و عمل‌گرایانه هستند که بر برقراری نظم و قانون تمرکز دارند و منافع ملی روسیه را به هر چیز دیگری ترجیح می‌دهند. این گروه معمولاً تحصیلات خوبی داشته و معمولاً از سمت‌های پیشین دولتی با خود سوابق فعالیت‌های مدیریتی و تجاری به همراه می‌آروند. این تصور کلی وجود دارد که سیلوویکی‌ها ترجیح می‌دهند که روسیه دولت قوی و قدرتمندی داشته باشد.
سیلوویکی یک گروه منسجم نیست و رهبر واحدی هم ندارند و هیچ «برنامه سیلوویک» مشترک و مفصلی نیز وجود ندارد. سیلوویکی حتی یک سازمان منسجم نیست و تنها واژه‌ای برای اشاره به گروهی از نیروهای امنیتی و نظامی است که وارد سیاست شده‌اند. با این حال، به گفته جان پی ویلرتون، این مقامات امنیتی-اطلاعاتی با خود اخلاق کاری و مهارت‌هایی را وارد سمت‌های جدید خود می‌کنند که مورد علاقهٔ پوتین است.

## افراد و مناصب
سیلوویکی‌های ارشد تحت ریاست جمهوری پوتین شامل سرگئی ایوانف، ویکتور ایوانف و سرگئی شویگو بودند که روابط کاری نزدیک با پوتین داشتند و در دولت‌های پوتین سمت‌های کلیدی داشتند. با این حال، ویلرتون خاطرنشان می‌کند که دشوار است که ارزیابی کنیم که آیا پیشینه مشترک امنیتی-اطلاعاتی آنها به انتخابات سیاسی مشترکی می‌انجامد.
پس از اعتراضات ۲۰۱۱–۲۰۱۳ روسیه، با این که رئیس‌جمهور روسیه دیمیتری مدودف وعدهٔ اصلاحات سیاسی داده بود، ولی چندین سیلوویکی را به سمت‌های برجسته در دولت منصوب کرد: سرگئی ایوانف به عنوان رئیس دفتر ریاست جمهوری، دیمیتری روگوزین به معاون نخست‌وزیر و ویاچسلاو ولودین به سمت معاون رئیس ستاد.

## بیشتر خواندن
- "The making of a neo-KGB state". The Economist. The Economist Newspaper Limited. 2007-08-25. Retrieved 2007-08-24.
- کتاب روتلج سیاست و جامعه روسیه

## پیوندها
- ویلیام سفایر در سیلوویکی
- سیلوویکی در روسیه پوتین: چه کسانی هستند و چه می‌خواهند، فصلنامه واشینگتن، زمستان ۲۰۰۷
- تبعید در آغاز «جنگ سیلوویک» روسیه
- بی‌بی‌سی: جاسوسان سابق روسیه عضلات خود را خم می‌کنند